# Martin Sommer
Walter Gerhard Martin Sommer (8 de febrero de 1915–7 de junio de 1988) fue un Hauptscharführer (sargento mayor) de la SS que sirvió como guardia en los campos de concentración de Dachau y Buchenwald. Sommer, conocido como «El Verdugo de Buchenwald», fue considerado un sádico depravado quién según se dice ordenó que dos sacerdotes austríacos, Otto Neururer y Mathias Spannlang, fueran crucificados de cabeza.

## Buchenwald
En 1943, el Reichsführer Heinrich Himmler nombró al juez de la SS Georg Konrad Morgen para que investigara los cargos de crueldad y corrupción en el campo de concentración de Buchenwald. Debido a su brutalidad y sadismo excesivos, Sommer fue imputado y juzgado frente a Morgen. El comandante Karl Otto Koch y su esposa Ilse Koch también fueron juzgados.
Según Morgen, Sommer tenía un compartimento secreto debajo del piso de su escritorio. Mantenía allí ocultos instrumentos personales de tortura, como jeringas que utilizaba para matar a sus víctimas después haberles torturado, inyectándoles fenol, o inyectándoles aire en las venas y causando su muerte por embolia. En ocasiones, después de una sesión nocturna de tortura, Sommer escondía los cuerpos de sus víctimas bajo su cama hasta que pudiera deshacerse de ellos en la mañana.
Entre sus actos de depravación se incluía golpear a un clérigo alemán, colgándole desnudo a la intemperio en el invierno y luego lanzándole cubetas de agua y dejándole morir congelado. En otra ocasión Sommer mató a golpes a un sacerdote católico por darle el Sacramento de la Penitencia a otro interno.
Tras el juicio del SS, Sommer recibió una degradación de rango y fue sentenciado a un batallón penal batallando en el Frente Oriental, donde fue herido en una explosión de tanque, perdiendo su brazo izquierdo y su pierna derecha. Fue capturado por el Ejército Rojo y estuvo detenido como prisionero de guerra hasta 1950, cuando su estado de prisionero fue elevado al de criminal de guerra. Fue liberado de la cautividad soviética en 1955 como parte de las negociaciones llevadas a cabo en nombre de los prisioneros alemanes en la Unión Soviética lideradas por Konrad Adenauer.

## Segundo juicio y encarcelamiento
Después de su liberación regresó a Alemania del Oeste donde se casó, tuvo un hijo y solicitó y recibió una pensión por sus discapacidades como resultado de su servicio militar. Logró escapar al castigo por sus crímenes hasta 1957, cuando fue imputado por complicidad en la muerte de 101 internos de los campos de concentración. En julio de 1958 en el tribunal del distrito de Bayreuth en Alemania Occidental, fue finalmente condenado por veinticinco muertes y recibió cadena perpetua. Tras una apelación, el caso pasó en mayo de 1959 al Tribunal Federal. Sommer pasó el resto de su vida tras las rejas. Murió en el hospital de la prisión en 1988.